# Гоцелюк, Василий Тимофеевич
Василий Тимофеевич Гоцелюк (Гоцалюк) (1913 — ?) — советский футболист, нападающий.
В 1936 году играл за днепропетровские команды «Сталь»: в Кубке СССР — за команду завода имени Петровского, в группе «Г» первенства СССР — за команду завода имени Ленина. 18 июля сыграл за обе команды. В 1937 году играл в группе «Д» за днепропетровский «Локомотив», в 1938 году за команду, переименованную в «Локомотив Юга» в Кубке СССР. В июне 1938 года в составе «Зенита» Ленинград провёл три матча в чемпионате СССР, забил один гол. В 1939 году играл за «Сталь» Днепропетровск.